# Рани династички период (Месопотамија)
Рани династички период у Месопотамији обухвата време од формирања првих робовласничких држава у Месопотамији (око 2.900 пре н.е) до уздизања Акадског царства (2.349. пре н.е).

## Формирање најстаријег робовласничког друштва
Знатан развитак пољопривреде, појава металургије и ширење трампе имали су за последицу пораст производних снага и потребу за повећањем радне снаге. Резултат тога било је распадање старог поретка првобитне заједнице и ницање, на његовим рушевинама, најстаријих робовласничких држава. Тај процес може се пратити захваљујући великом броју докумената и споменика материјалне културе, нађених у рушевинама сумерских и акадских градова из III миленија пре н.е.

## Познати владари
| Краљ                     | Владавина                                | Коментар                                                                                          |
| ------------------------ | ---------------------------------------- | ------------------------------------------------------------------------------------------------- |
| Гилгамеш                 | око 2.600 п.н.е.                         | Из прве династије Урука, владао 126 година.                                                       |
| Прва/друга династија Ура | око 2.600-2.493. п. н. е.                | Оборио је Еанатум од Лагаша                                                                       |
| Ур-Нанше                 | око 2.540. п. н. е. (Средња хронологија) | Оснивач прве династије Лагаша.                                                                    |
| Еанатум од Лагаша        | око 2.500-2450. п. н. е.                 | Освојио Киш, Ур, Урук, Ериду и Уму. Царство Лагаша простире се на територији читаве Месопотамије. |
| Кубаба                   | око 2450. п.н.е.                         | Краљица, оснивач треће и четврте династије Киша. Крчмарица, ослободила Киш превласти Лагаша.      |
| Ентемена од Лагаша       | око 2.400. п. н. е.                      | Освајач, други врхунац Лагаша.                                                                    |
| Лугаланда од Лагаша      | око 2.390-2.380. п. н. е.                | Последњи краљ прве династије Лагаша, збачен у народном устанку                                    |
| Урукагина од Лагаша      | око 2.380-2373. п. н. е.                 | Реформатор и законодавац, збацио га Лугал-Загизи.                                                 |
| Лугал-Загизи од Уме      | око 2.373-2.349. п. н. е.                | Из треће династије Урука. Ујединио читав Сумер. Збацио га Саргон од Акада.                        |